# 呉林卓美
呉林 卓美（くればやし たくみ、1959年9月20日 - ）は、日本の女性声優。千葉県出身。本名は佐藤 卓美（さとう たくみ）。旧芸名はくればやし たくみ。

## 人物
以前は賢プロダクションに所属していた。
趣味は飲酒。

## 出演作品

### テレビアニメ
1992年
- サラダ十勇士トマトマン（はくさい）

1994年
- 勇者警察ジェイデッカー（1994年 - 1995年、糸畑さなえ、喜多川勝気、君塚綾子）

1995年
- 獣戦士ガルキーバ（火浦しずか）
- 飛べ!イサミ（女カラス天狗）- ※第9話のみ。
- ロミオの青い空（マデーラ、ジーナ）

1996年
- 家なき子レミ（ジャンの母）

1997年
- バンブー・ベアーズ（ティンガリン、パパヤガ）

1999年
- イソップワールド（ライオン王妃）
- ごぞんじ!月光仮面くん（トンカツ屋女房）
- 週刊ストーリーランド（スチュワーデス1）
- 超魔神英雄伝ワタル（セイラ）
- 名探偵コナン（五島緑）

2000年
- 犬夜叉（2000年 - 2009年、母親、山犬妖怪、尼、蛇女） - 2シリーズ
- 陽だまりの樹（緒方八重、多紀誠斎の妻）
- ファーブル先生は名探偵（園長の妻）

2001年
- あぃまぃみぃ!ストロベリー・エッグ（寮母、家庭科教師、指導員）
- 仰天人間バトシーラー（ピリピリ尼 / ニコニコ尼）

2003年
- 君が望む永遠（水月の母）
- DEAR BOYS（三浦の母）
- 鋼の錬金術師（女将）
- 人間交差点（倉田佳子）

2006年
- 砂沙美☆魔法少女クラブ（魔女）

2007年
- 鉄子の旅（売店の店員）

### OVA
- KIZUNA2（1994年）
- 卒業 〜Graduation〜（1994年、女教師）
- ダーティペアFLASH（1994年、保母）
- LEVEL-C（1994年、一臣の母）
- GOLDEN BOY -さすらいのお勉強野郎-（1995年、自転車屋の奥さん）
- KI・ME・RA（1996年、研究員A、ジェイの妻）
- 同級生2（1996年、片桐美鈴）
- 僕のセクシャルハラスメント（1996年、女子社員）

### 劇場アニメ
- ダークサイド・ブルース（1994年、女ゲリラ）

### ゲーム
- リンダキューブ（1995年、エリザベス）
- ヒロインドリーム（1996年、秋夜楓）
- ハイブリッドエンジェル（1997年、三島美由紀）
- どきどきポヤッチオ（1998年、ローザ、マージ、フィリア）
- みさきアグレッシヴ!（1998年、杠真澄）
- 新世紀勇者大戦（2005年）

### ドラマCD
- アークザラッド2 炎のエルク（母親）
- アニメ店長  FIRE WAVE!!2「シェアルーム&ディアフレンズ」（母親）
- ヴァンパイアハンター外伝〜宿命の旅人ドノヴァン〜（男の子1、街の女1、街の女2）
- 英雄伝説IV 朱紅い雫（ドミニク）
- 今日の早川さんドラマCD（早川さんの母）
- 最終神話戦争イデアオペラ オリジナルドラマCD 第2章 彷徨う冥界の扉（ラケシス）
- ストリートファイターII外伝 〜キャミィ・闘いの序曲〜（コンピューターの声、女）
- てるてる×少年（三好姉弟の母）
- バーヴェリアン四重奏3（桜）
- ファルコムクラシックス オリジナルCDドラマ「イースI/女神の記憶」（サラの友人）
- LOVELESS（謎の女）
- 勇者警察ジェイデッカー CDミステリー劇場 「謎の招待状〜今、真実が明かされる時〜」（糸畑さなえ、喜多川勝気、君塚綾子）

### BLCD
- 王子さまLV1.5 Blue Disk（セリカ・アーヴィング）
- 王子さまLV1.5 Green Disc（おばあさん）
- 騎士堂倶楽部（達哉の母）
- ソリッド・ラヴ（女弁護士）
- タクミくんシリーズ あの、晴れた青空（託生の母）
- 指先の恋（女性）

### 吹き替え

#### 映画
- アイ,ロボット ※ソフト版
- 暗黒街
- 玻璃（ガラス）の城
- 奇蹟の輝き（リオナ / マリー・ニールセン〈ロザリンド・チャオ〉）
- 奇蹟の降る空（獣医〈フランシス・ナックマン〉）
- グース ※ソフト版
- 新・アンタッチャブル
- スクール・デイズ
- スリーメン&リトルレディ ※日本テレビ版
- ダイ・ハード4.0（ロードサービス女）
- 脱獄者
- 007 消されたライセンス（デラ・チャーチル・ライター〈プリシラ・バーンズ〉）※TBS版
- ダンシング・ハバナ（ジェニー・ミラー〈セーラ・ウォード〉）
- 地上最大のショウ（ホリー〈ベティ・ハットン〉）※PDDVD
- ナイトワールド
- ネゴシエーター ※テレビ朝日版
- ネズの木
- 裸の銃を持つ男 ※テレビ朝日版
- バックファイヤー!
- パトリオット・ゲーム
- ビッグママ・ハウス（リタ〈ティシーナ・アーノルド〉）
- ファンタスティック・フォー ［超能力ユニット］ ※ソフト版
- フェイス/オフ（レポーター）※テレビ朝日旧版
- ブギーナイツ
- ブレイクスルー 奇跡の生還
- フランシスヴィル・エクスペリメント
- 暴走機関車 ※テレビ朝日版
- ホーンテッド・ハウス
- 目撃者（ナターシャ・ヘンストリッジ）
- モナリザ・スマイル ※ソフト版
- 欲望の街（サイ）
- リチャード三世
- わすれな草（スモーキーの母〈エレイン・ジン〉）

#### ドラマ
- アニマル・レスキュー・キッズ
- Xファイル
- 奥さまは魔女
- 刑事ナッシュ・ブリッジス
- サブリナ
- バフィー 〜恋する十字架〜

#### アニメ
- アイス・エイジ2

### ナレーション
- F1モノコップ
- 知ってるつもり?!
- TXNニュースワイド 夕方いちばん
- 年金スペシャル
- 女神の天秤

### ボイスオーバー
- 奇跡の扉 TVのチカラ
- サイエンスミステリー
- 日曜ビッグスペシャル
- マーサ・スチュワート
- 目撃!ドキュン

### VP
- アイスタッツ
- エクソンモービル
- 首相官邸〜ビデオで見る総理
- 世田谷区地震対策
- 中災防賛助会員のおすすめ
- 飛島建設
- ナミキ建設
- 西相模共和国

### CM
- 旭化成 天舞
- SGIハートフル・メッセージ
- NTT東日本
- カローラ横浜
- シュガーレディ冷凍食品（妻）
- 全日本トラック協会
- 日産セキュリティサービス
- 日本酒・灘流儀
- 日本税理士会
- 横浜日産

## 著作
- 声がみるみるよくなる本